# Menjangan (Bojong)
Menjangan is een bestuurslaag in het regentschap Pekalongan van de provincie Midden-Java, Indonesië. Menjangan telt 3723 inwoners (volkstelling 2010).